# Kanton Avion
Der Kanton Avion ist seit 1973 ein französischer Wahlkreis im Arrondissement Lens, im Département Pas-de-Calais und in der Region Hauts-de-France. Sein Hauptort ist Avion.
Der Kanton Avion schied wie der Kanton Rouvroy mit Ablauf des Jahres 2006 aus dem Arrondissement Arras aus und gehört seit dem 1. Januar 2007 dem Arrondissement Lens an.

## Gemeinden
Der Kanton besteht aus vier Gemeinden mit insgesamt 39.434 Einwohnern (Stand: 1. Januar 2022) auf einer Gesamtfläche von 27,43 km²:
| Gemeinde     | Einwohner 1. Januar 2022 | Fläche km² | Dichte Einw./km² | Code INSEE | Postleitzahl |
| ------------ | ------------------------ | ---------- | ---------------- | ---------- | ------------ |
| Acheville    | 579                      | 3,04       | 190              | 62003      | 62320        |
| Avion        | 17.571                   | 13,04      | 1.347            | 62065      | 62210        |
| Méricourt    | 11.651                   | 7,53       | 1.547            | 62570      | 62680        |
| Sallaumines  | 9.633                    | 3,82       | 2.522            | 62771      | 62430        |
| Kanton Avion | 39.434                   | 27,43      | 1.438            | 6208       | –            |

Bis zur Neuordnung bestand der Kanton Avion aus der Gemeinde Avion und einem Teil der Gemeinde Méricourt. 